# 266646 Zaphod
266646 Zaphod este un asteroid din centura principală de asteroizi.

## Descriere
266646 Zaphod este un asteroid din centura principală de asteroizi. A fost descoperit pe 28 septembrie 2008 la Charleston, Illinois la observatorul Astronomical Research Observatory. Asteroidul prezintă o orbită caracterizată de o semiaxă mare de 2,78 ua, o excentricitate de 0,14 și o înclinație de 3,7° în raport cu ecliptica.